# David Thompson (explorador)
David Thompson (30 de abril de 1770 - 10 de fevereiro de 1857) foi um comerciante de peles, pesquisador e cartógrafo anglo-canadense, conhecido por alguns povos nativos como “Koo-Koo-Sint” ou “Observador de Estrelas”. Durante sua carreira, Thompson viajou 90.000 quilômetros pela América do Norte, mapeando 4,9 milhões de quilômetros quadrados do continente ao longo do caminho. Por esse feito histórico, Thompson foi descrito como o “maior geógrafo de terras que o mundo já produziu”.:xxxii

## Início da vida

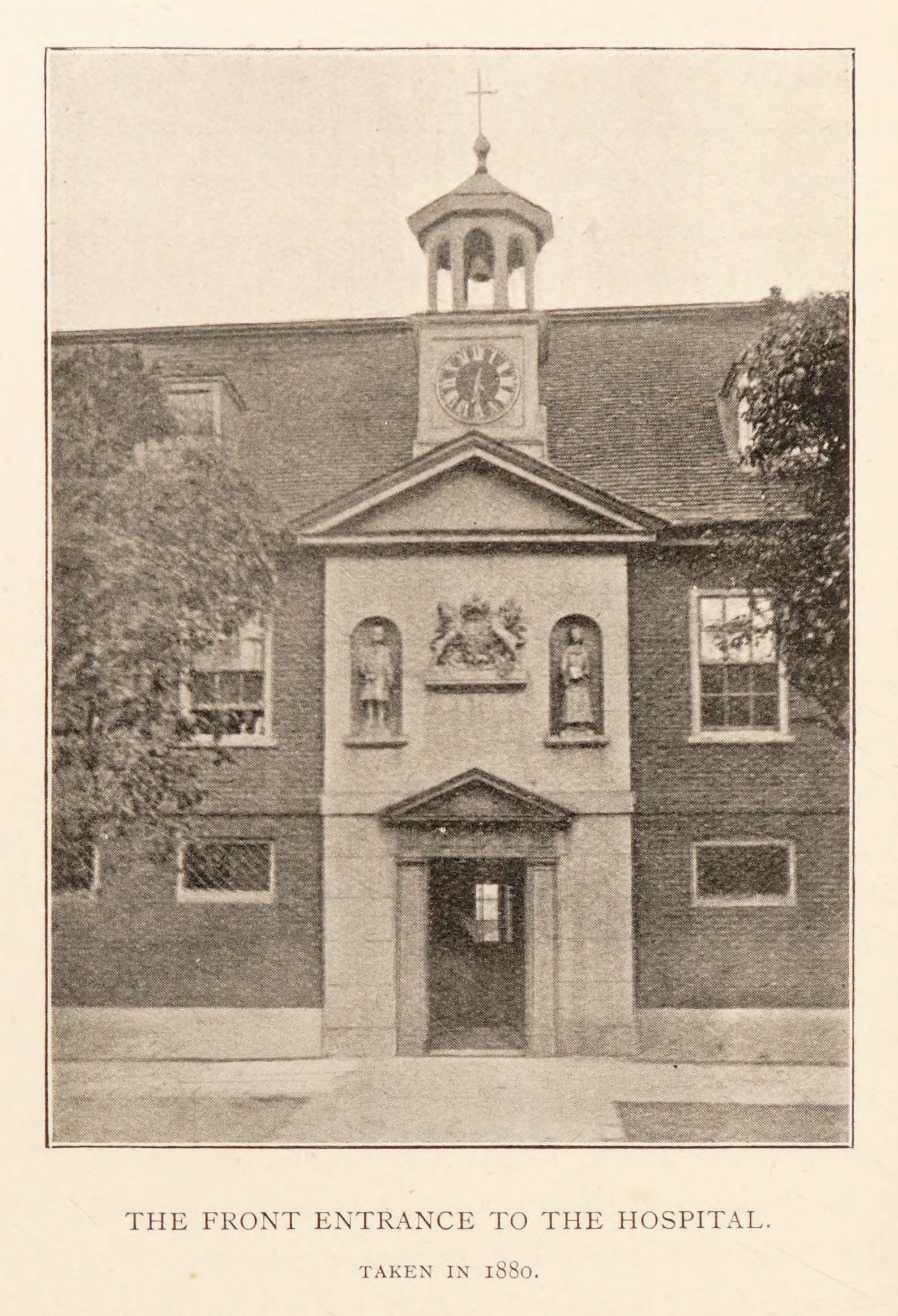
Grey Coat Hospital, entrada principal, tirada em 1880.

David Thompson nasceu em Westminster, Middlesex, filho de David e Ann Thompson, imigrantes galeses recentes. Quando Thompson tinha dois anos, seu pai morreu. Devido ao fato de sua mãe viúva não ter recursos financeiros, ela colocou Thompson, em 29 de abril de 1777, um dia antes de seu sétimo aniversário, e seu irmão mais velho no Grey Coat Hospital, uma escola para os desfavorecidos de Westminster. Thompson se formou na escola de matemática Grey Coat, conhecida por ensinar navegação e topografia.
Ele recebeu educação para a Marinha Real, incluindo trigonometria e geometria, navegação prática, incluindo o uso de instrumentos náuticos, encontrar latitudes e longitudes e fazer cálculos de navegação a partir da observação do sol, da lua e da maré, além de desenhar mapas e cartas, fazer medições de terras e esboçar paisagens. Mais tarde, ele aproveitou essas habilidades para iniciar sua carreira. Em 1784, quando Thompson tinha 14 anos, o tesoureiro da Grey Coat pagou à Companhia da Baía de Hudson a quantia de cinco libras, com a qual o jovem se tornou um aprendiz da empresa, contratado por um período de sete anos para ser treinado como escrivão.
Ele embarcou em um navio para a América do Norte em 28 de maio daquele ano, deixando a Inglaterra.

## Companhia da Baía de Hudson
Em 2 de setembro de 1784, Thompson chegou a Churchill (atualmente em Manitoba) e foi colocado para trabalhar como escrivão/secretário, copiando os documentos pessoais do governador de Fort Churchill, Samuel Hearne.:14 No ano seguinte, ele foi transferido para a vizinha York Factory e, nos anos seguintes, trabalhou como secretário na Cumberland House e na South Branch House da Companhia da Baía de Hudson antes de ser transferido para a Manchester House em 1787.:15–18 Durante esses anos, ele aprendeu a manter contas e outros registros, calcular valores de peles (notou-se que ele também tinha várias peles de castor caras naquela época, mesmo quando o trabalho de secretário não pagava muito bem), rastrear suprimentos e outras tarefas.:10–11
Em 23 de dezembro de 1788, Thompson fraturou gravemente a tíbia, o que o obrigou a passar os dois invernos seguintes na Cumberland House em convalescença. Foi durante esse período que ele aprimorou e expandiu muito suas habilidades matemáticas, astronômicas e de topografia sob a tutela do agrimensor da Companhia da Baía de Hudson, Philip Turnor. Foi também nessa época que ele perdeu a visão do olho direito.
Em 1790, quando seu período de aprendizado estava chegando ao fim, Thompson solicitou um conjunto de ferramentas de agrimensura em vez do típico presente de despedida (roupas finas) oferecido pela empresa àqueles que completavam seu contrato. Ele recebeu ambos os presentes.:10–11 Ele começou a trabalhar para a Companhia da Baía de Hudson como comerciante de peles. Em 1792, concluiu sua primeira pesquisa significativa, mapeando uma rota para o Lago Athabasca (onde hoje se localiza a fronteira entre Alberta e Saskatchewan).
Entre fevereiro e maio de 1793, Thompson fez 34 observações da longitude de Cumberland House usando distâncias lunares. A média dessas observações foi 102°12′ W, cerca de 2' a leste do valor moderno. O erro médio das 34 observações foi de cerca de 15' de longitude. Broughton (2009) observa que a precisão do tipo de sextante usado por Thompson era de 15” de arco, o que corresponde a 7,5' de longitude, dando um limite absoluto à precisão de uma observação individual. O erro na média de Thompson foi várias vezes menor do que isso. O tempo que ele dedicou a essas observações, cerca de 3 horas de cálculo cada, indica que ele entendia o poder das médias.
Em reconhecimento às suas habilidades de criação de mapas e levantamento topográfico, a empresa promoveu Thompson a topógrafo em 1794. Ele continuou a trabalhar para a Companhia da Baía de Hudson até 23 de maio de 1797, quando, frustrado por uma ordem para parar de fazer levantamentos topográficos e se concentrar no comércio de peles, saiu da empresa.:39–41 Ele caminhou 130 quilômetros na neve para se juntar à principal concorrente, a Companhia do Noroeste. Lá ele continuou a trabalhar como comerciante de peles e agrimensor.:xli–xliii

## Companhia do Noroeste
A decisão de Thompson de se transferir para a Companhia do Noroeste em 1797, sem dar o aviso prévio habitual de um ano, não foi bem recebida por seus antigos empregadores. No entanto, a Companhia do Noroeste apoiou mais Thompson a prosseguir com seu trabalho de levantamento e mapeamento do interior do que viria a ser o Canadá, pois considerava de interesse da empresa saber a localização exata de seus assentamentos e as distâncias entre eles.:23 Em 1797, Thompson foi enviado para o sul por seus empregadores para fazer o levantamento de parte da fronteira entre o Canadá e os Estados Unidos ao longo das rotas aquáticas do Lago Superior até o Lago dos Bosques, a fim de resolver questões territoriais decorrentes do Tratado de Jay de 1794 entre a Grã-Bretanha e os Estados Unidos após a Guerra Revolucionária Americana.:24–25
Em 1798, Thompson havia concluído uma pesquisa de 6.750 km de Grand Portage, passando pelo Lago Winnipeg, até as nascentes dos rios Assiniboine e Mississippi, bem como dois lados do Lago Superior. Em 1798, a empresa o enviou ao Lago Red Deer (Lago la Biche, na atual Alberta) para estabelecer um posto comercial. (A tradução em inglês de Lac la Biche: Red Deer Lake, foi registrada pela primeira vez no mapa Mackenzie de 1793). Thompson passou as temporadas seguintes negociando com base em Fort George (atualmente em Alberta) e, durante esse período, liderou várias expedições às Montanhas Rochosas.:xlvi 
Em 10 de julho de 1804, na reunião anual da Companhia do Noroeste em Kaministiquia, Thompson foi nomeado sócio pleno da empresa. Ele se tornou um “sócio de inverno”, que ficava no campo e não em Montreal, e recebeu duas das 92 ações da Companhia do Noroeste, no valor de mais de £ 4.000. Ele passou as temporadas seguintes lá, gerenciando as operações de comércio de peles, mas ainda encontrando tempo para expandir suas pesquisas sobre as vias navegáveis ao redor do Lago Superior. Na reunião da empresa de 1806, os diretores decidiram enviar Thompson de volta ao interior. A preocupação com a expedição de Lewis e Clark, apoiada pelos Estados Unidos, levou a Companhia do Noroeste a encarregar Thompson da tarefa de encontrar uma rota para o Pacífico, a fim de abrir os lucrativos territórios comerciais do noroeste do Pacífico.:35–38 

## Viagens pelo rio Columbia

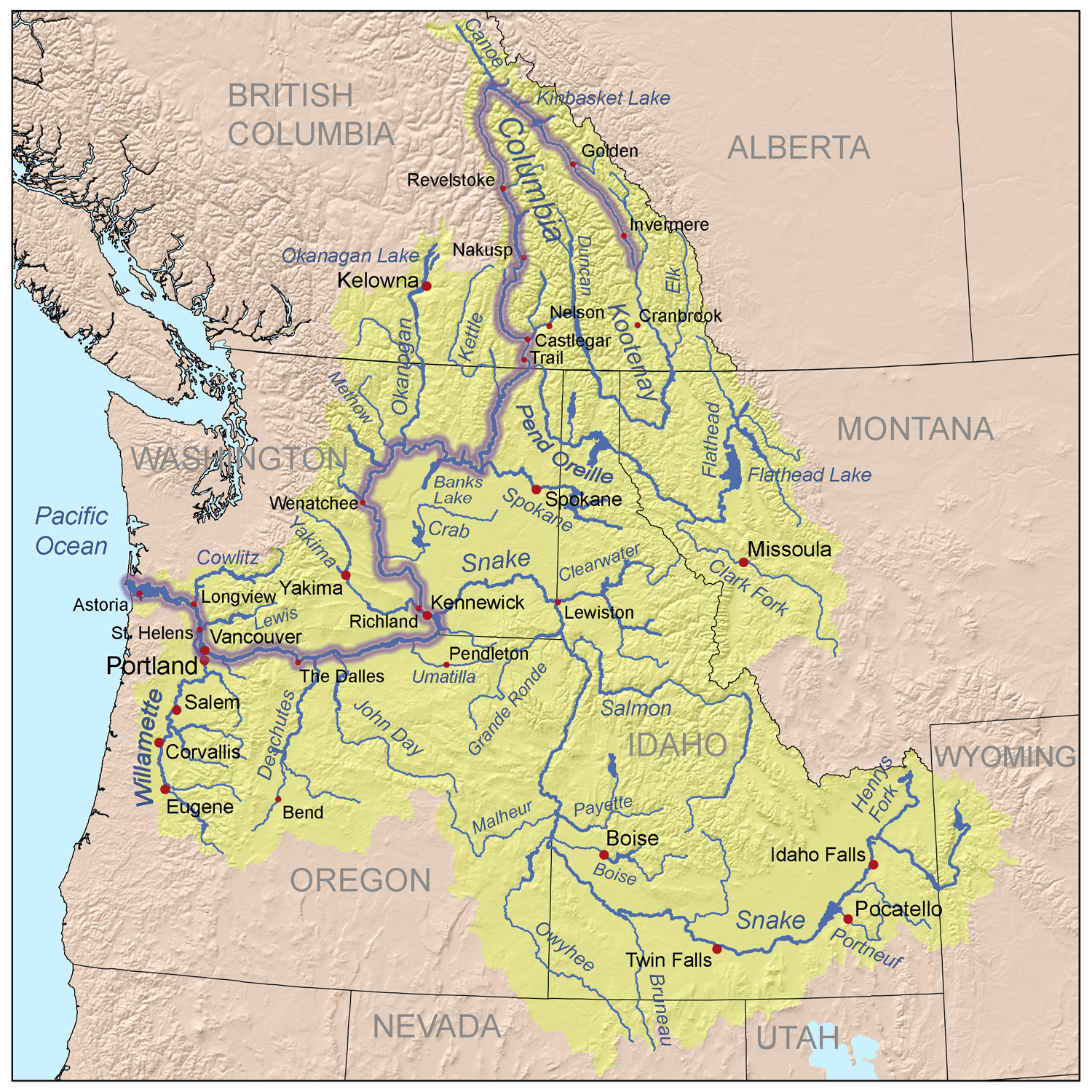
David Thompson navegou por toda a extensão do Rio Columbia em 1811. Este mapa do Columbia e de seus afluentes mostra as fronteiras políticas modernas.

Após a reunião geral de 1806, Thompson viajou para Rocky Mountain House e se preparou para uma expedição para seguir o Rio Columbia até o Oceano Pacífico. Em junho de 1807, Thompson cruzou as Montanhas Rochosas e passou o verão pesquisando sobre a bacia do Columbia; ele continuou a pesquisar a área nas temporadas seguintes.:38–65 Thompson mapeou e estabeleceu entrepostos comerciais no noroeste de Montana, Idaho, Washington e oeste do Canadá. Entre os postos comerciais fundados por ele estavam Kootenae House, Kullyspell House e Saleesh House; os dois últimos foram os primeiros postos comerciais a oeste das Montanhas Rochosas em Idaho e Montana, respectivamente. Esses postos estabelecidos por Thompson estenderam o território de comércio de peles da Companhia do Noroeste para a área de drenagem da bacia do Rio Columbia. Os mapas que ele fez da bacia do Rio Columbia a leste da Cordilheira das Cascatas eram de tão detalhados e de alta qualidade que continuaram a ser úteis até o século XX.:258
No início de 1810, Thompson estava voltando para o leste em direção a Montreal, mas, enquanto estava a caminho do Lago Rainy, recebeu ordens para voltar às Montanhas Rochosas e estabelecer uma rota até a foz do Columbia. A Companhia do Noroeste estava respondendo aos planos do empresário americano John Jacob Astor de enviar um navio ao redor das Américas para estabelecer um posto de comércio de peles da Pacific Fur Company na costa do Pacífico. Durante seu retorno, Thompson foi atrasado por um grupo de nativos Peigan em Passo de Howse. Por fim, ele foi forçado a buscar uma nova rota através das Montanhas Rochosas e encontrou uma através do Passo de Athabasca.:85–91 
David Thompson foi o primeiro europeu a navegar por toda a extensão do rio Columbia.:228–229 Entre as Cataratas de Kettle (3 de julho de 1811) e a junção dos rios Columbia e Snake (9 de julho), ele estava viajando por um país que nunca havia sido visitado por europeus, e aproveitou o tempo para visitar as aldeias ao longo do caminho para estabelecer boas relações, ajudado por grandes quantidades de tabaco. Em 1805, Lewis e Clark desceram o Rio Snake e continuaram a descer o Columbia. Ao chegar ao entroncamento, Thompson ergueu um poste e um aviso reivindicando o local para a Grã-Bretanha e declarando a intenção da Companhia do Noroeste de construir um posto de comércio no local.:103–110 Esse aviso foi encontrado mais tarde naquele ano por trabalhadores da empresa de Astor que buscavam estabelecer um posto de peles no interior, contribuindo para a escolha de um local mais ao norte, Fort Okanogan. A Companhia do Noroeste estabeleceu seu posto de Fort Nez Percés próximo à confluência do Rio Snake vários anos depois. Continuando a descer o Columbia, Thompson passou pelas Cataratas de Celilo, quase perdendo a canoa nas rochas, e contornou as corredeiras de The Dalles e Cascades Rapids.:111–115 Em 14 de julho de 1811, Thompson chegou ao Fort Astoria, parcialmente construído, na foz do Rio Columbia, chegando dois meses depois do navio da Pacific Fur Company, o Tonquin.
Antes de retornar rio acima e atravessar as montanhas, Thompson contratou Naukane, um trabalhador nativo havaiano Takane trazido para Fort Astoria pelo navio Tonquin da Pacific Fur Company. Naukane, conhecido como Coxe por Thompson, acompanhou Thompson pelo continente até o Lago Superior antes de viajar para a Inglaterra.
Thompson passou o inverno em Saleesh House antes de iniciar sua jornada final em 1812 de volta a Montreal, onde a Companhia do Noroeste estava sediada.:124–130.
Em seus diários publicados, Thompson registrou ter visto grandes pegadas (“que mediam quatorze polegadas de comprimento por oito polegadas de largura”) perto do que hoje é Jasper, Alberta, em 1811. Foi sugerido que essas pegadas eram semelhantes ao que desde então tem sido chamado de Pé Grande. No entanto, Thompson observou que essas pegadas mostravam “uma pequena unha na extremidade de cada [dedo do pé]”, o que o levou a supor que se tratava de um urso, mas ele tinha dúvidas, dizendo: “Eu achava que era o rastro de um grande e velho urso pardo; no entanto, a unha curta, a bola do pé e seu grande tamanho não eram de um urso”.
Os anos de 1807 a 1812 são os mais cuidadosamente examinados em sua carreira e constituem seu legado histórico mais duradouro, devido ao desenvolvimento das rotas comerciais através das Montanhas Rochosas e ao mapeamento das terras que elas atravessam.

## Aparência e personalidade

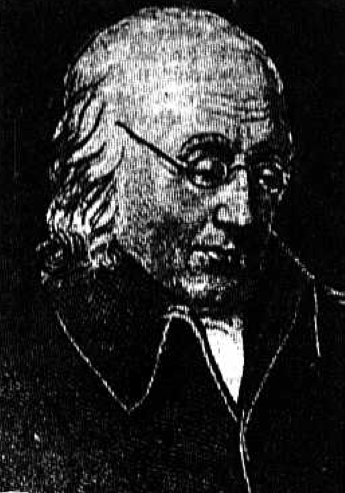
David Thompson no final de sua vida.

Em 1820, o geólogo inglês John Jeremiah Bigsby participou de um jantar oferecido por The Hon. William McGillivray em sua casa, Chateau St. Antoine, uma das primeiras propriedades na Golden Square Mile de Montreal. Ele descreve a festa e alguns dos convidados em seu livro The Shoe and Canoe, fazendo uma excelente descrição de David Thompson:
Eu estava bem posicionado à mesa, entre uma das senhoritas McGillivray e uma pessoa de aparência singular, com cerca de 50 anos. Ele estava vestido com simplicidade, era calmo e observador. Sua silhueta era baixa e compacta, e seus cabelos pretos eram compridos e cortados em formato quadrado, como se tivessem sido cortados com um golpe de tesoura, logo acima das sobrancelhas. Sua pele era de um marrom avermelhado de jardineiro, enquanto a expressão de suas feições profundamente franzidas era amigável e inteligente, mas seu nariz curto lhe dava uma aparência estranha. Sua fala revelava o galês, embora ele tivesse deixado suas colinas nativas ainda muito jovem. Eu poderia ter poupado essa descrição do Sr. David Thompson dizendo que ele se assemelhava muito a Curran, o orador irlandês...

Posteriormente, viajei muito com ele e agora só tenho a falar dele com grande respeito, ou, devo dizer, com admiração... Nenhuma pessoa viva possui um dízimo de suas informações a respeito das terras da Baía de Hudson... Não importa seu rosto parecido com o de Bunyan e seu cabelo cortado; ele tem uma mente muito poderosa e uma faculdade singular de criar imagens. Ele pode criar uma região selvagem e povoá-la com selvagens em guerra, ou escalar as Montanhas Rochosas com você em uma tempestade de neve, de forma tão clara e palpável, que basta fechar os olhos para ouvir o estalo do rifle ou sentir os flocos de neve derreterem em seu rosto enquanto ele fala.

## Casamento e filhos
Em 10 de junho de 1799, em Île-à-la-Crosse, Thompson casou-se com Charlotte Small, uma métis de treze anos de idade, filha do comerciante de peles escocês Patrick Small e de uma mãe cri. O casamento foi formalizado treze anos mais tarde na Scotch Presbyterian Church, em Montreal, em 30 de outubro de 1812.:243 Ele e Charlotte tiveram 13 filhos juntos; cinco deles nasceram antes de ele deixar o comércio de peles. A família não se adaptou facilmente à vida no leste do Canadá; eles moraram em Montreal enquanto ele estava viajando. Dois dos filhos, John (5 anos) e Emma (7 anos), morreram de ascaridíase, uma doença comum na época. Na época da morte de Thompson, o casal estava casado há 57 anos, o casamento mais longo conhecido no Canadá antes da Confederação.

## Fase final da vida

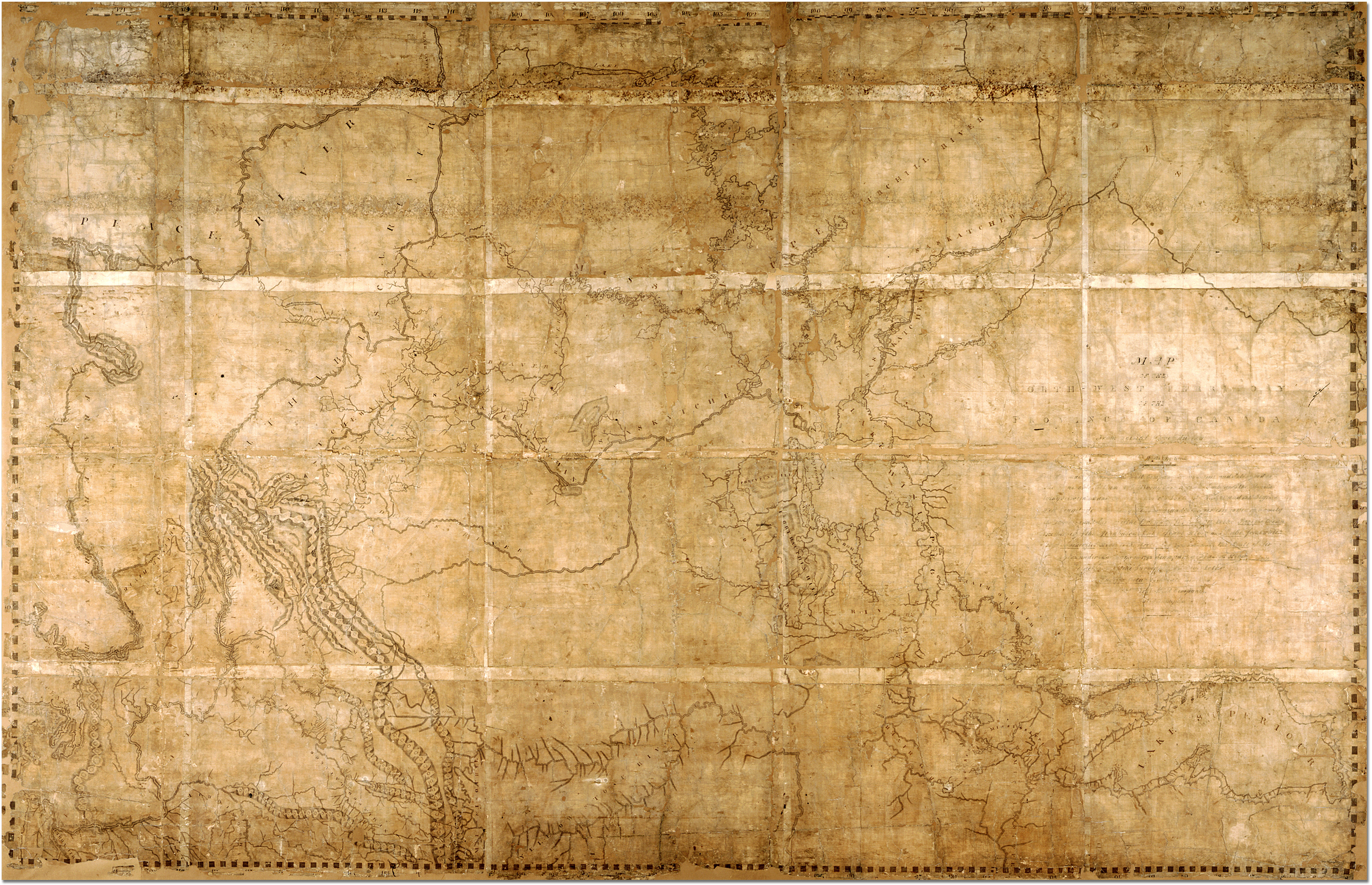
Mapa do território noroeste da província do Canadá, que se estende do Rio Fraser, a oeste, até o Lago Superior, a leste. Por David Thompson, 1814.

Ao chegar de volta a Montreal, Thompson se aposentou com uma generosa pensão da Companhia do Noroeste. Ele se estabeleceu em Terrebonne e trabalhou na conclusão de seu grande mapa, um resumo de sua vida inteira de exploração e levantamento do interior da América do Norte. O mapa cobria a ampla área que se estendia do Lago Superior ao Pacífico e foi entregue por Thompson à Companhia do Noroeste. O mapa de Thompson de 1814, sua maior conquista, era tão preciso que, 100 anos depois, ainda era a base para muitos dos mapas emitidos pelo governo canadense. Atualmente, ele se encontra nos Arquivos de Ontário.
Em 1815, Thompson mudou sua família para Williamstown,:135 e, alguns anos depois, foi contratado para fazer o levantamento das fronteiras recém-estabelecidas com os Estados Unidos, desde o Lago dos Bosques até os municípios de Quebec, estabelecidos pelo Tratado de Gante após a Guerra Anglo-Americana de 1812. Em 1843, Thompson concluiu seu atlas da região da Baía de Hudson até o Oceano Pacífico.:254
Depois disso, Thompson voltou à vida de proprietário de terras, mas logo o infortúnio financeiro o arruinaria. Em 1831, ele estava tão endividado que foi forçado a assumir um cargo de agrimensor na British American Land Company para sustentar sua família. :138–139 Sua sorte continuou a piorar e ele foi forçado a se mudar para a casa da filha e do genro em 1845. Ele começou a trabalhar em um manuscrito que narrava sua vida explorando o continente, mas esse projeto ficou inacabado quando perdeu sua visão completamente em 1851.:143 

## Morte

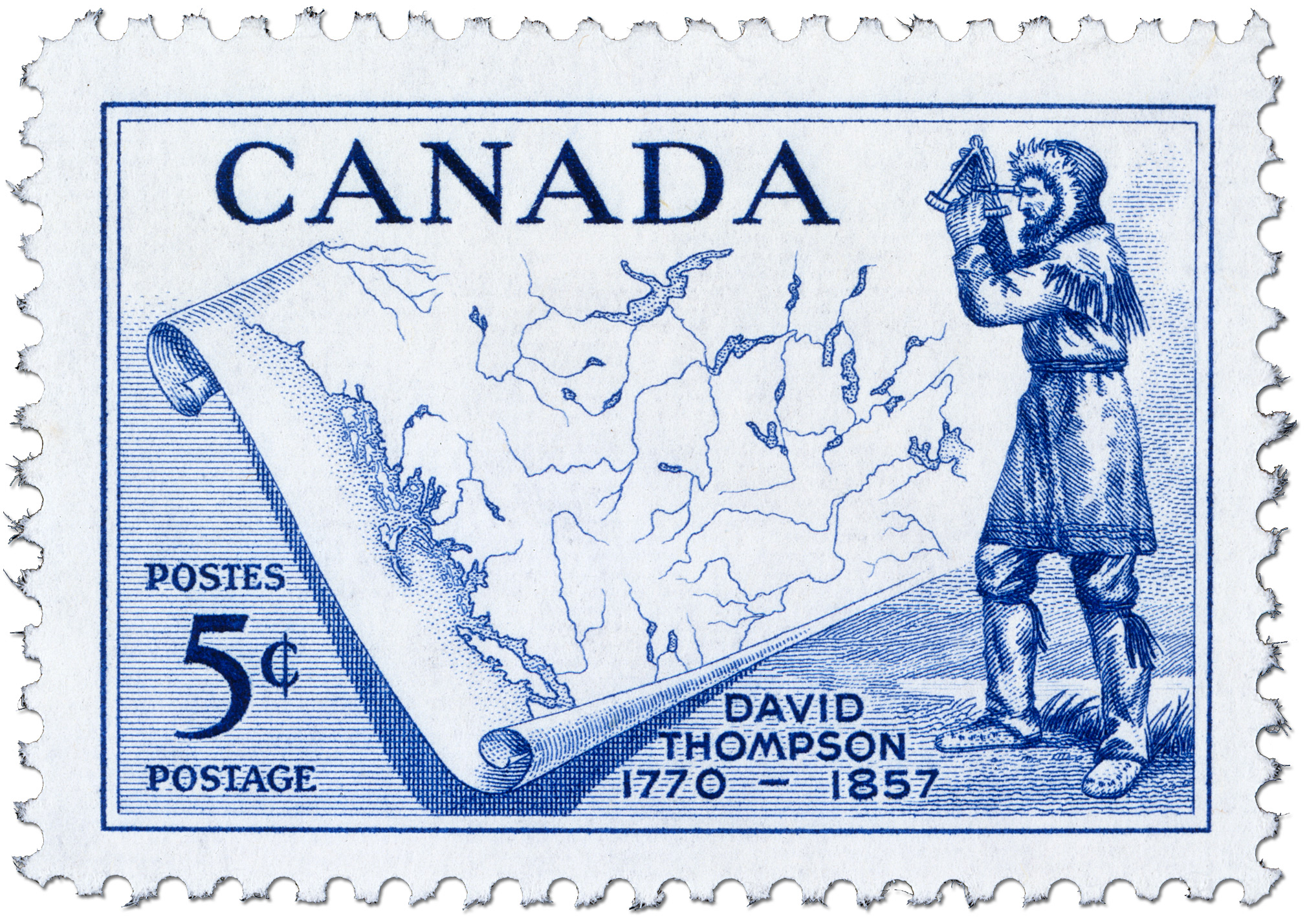
Selo postal em comemoração à vida de David Thompson.

As terras mapeadas por Thompson totalizavam 3,9 milhões de quilômetros quadrados de área selvagem (um quinto do continente). Seu contemporâneo, o grande explorador Alexander Mackenzie, comentou que Thompson fez mais em dez meses do que ele teria imaginado ser possível em dois anos.
Apesar dessas conquistas significativas, Thompson morreu em Montreal, quase na obscuridade, em 10 de fevereiro de 1857, e suas realizações quase não foram reconhecidas. Ele não chegou a terminar o livro sobre seus 28 anos no comércio de peles, baseado em seus 77 cadernos de campo, antes de morrer. Na década de 1890, o geólogo J.B. Tyrrell ressuscitou as anotações de Thompson e, em 1916, publicou-as como David Thompson's Narrative, como parte da Série Geral da Champlain Society. Outras edições e reavaliações da vida e das obras de Thompson foram publicadas em 1962 por Richard Glover, em 1971 por Victor Hopwood e em 2015 por William Moreau.

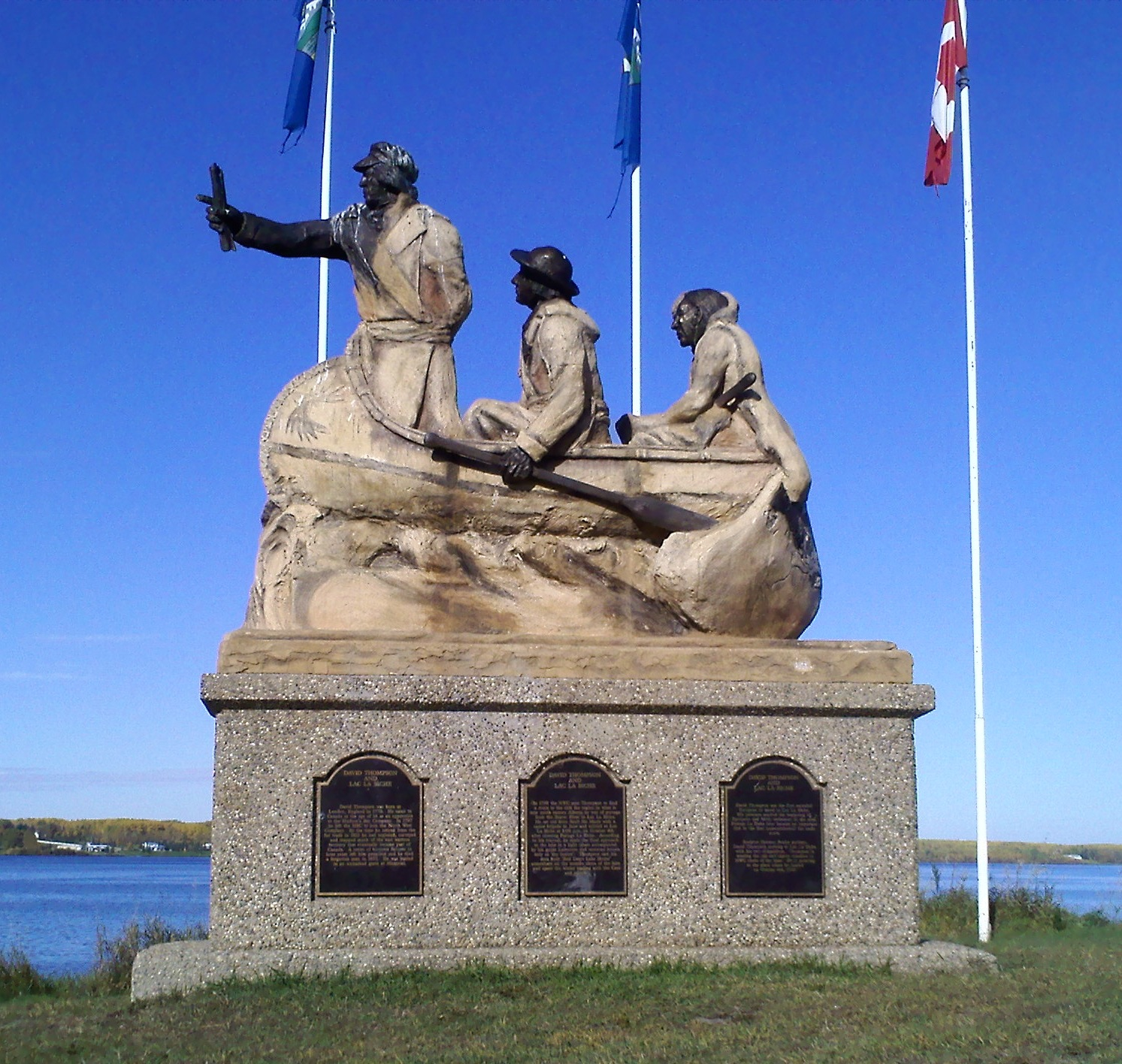
David Thompson e dois guias das Primeiras Nações na costa do Lago la Biche, onde desembarcou em 4 de outubro de 1798.

O corpo de Thompson foi enterrado no Cemitério Mount Royal, em Montreal, em um túmulo sem identificação. Foi somente em 1926 que os esforços de J.B. Tyrrell e da Canadian Historical Society resultaram na colocação de uma lápide para marcar seu túmulo. No ano seguinte, Thompson foi nomeado Personalidade Histórica Nacional pelo governo federal, uma das primeiras designações desse tipo. Uma placa federal que reflete esse status está no Parque Nacional Jasper, em Alberta. Enquanto isso, as conquistas de Thompson são razões centrais para outras designações históricas nacionais:
- Evento Histórico Nacional do Rio Columbia, marcado em Castlegar.

- Sítio Histórico Nacional do Passo de Athabasca, no Parque Nacional Jasper.

- Evento Histórico Nacional Acampamento de Barcos, na Colúmbia Britânica.

- Evento Histórico Nacional no Passo de Howse, no Parque Nacional Banff, em Alberta.

- Evento Histórico Nacional na Kootenae House, na Colúmbia Britânica.

- Evento Histórico Nacional na Rocky Mountain House, em Alberta.

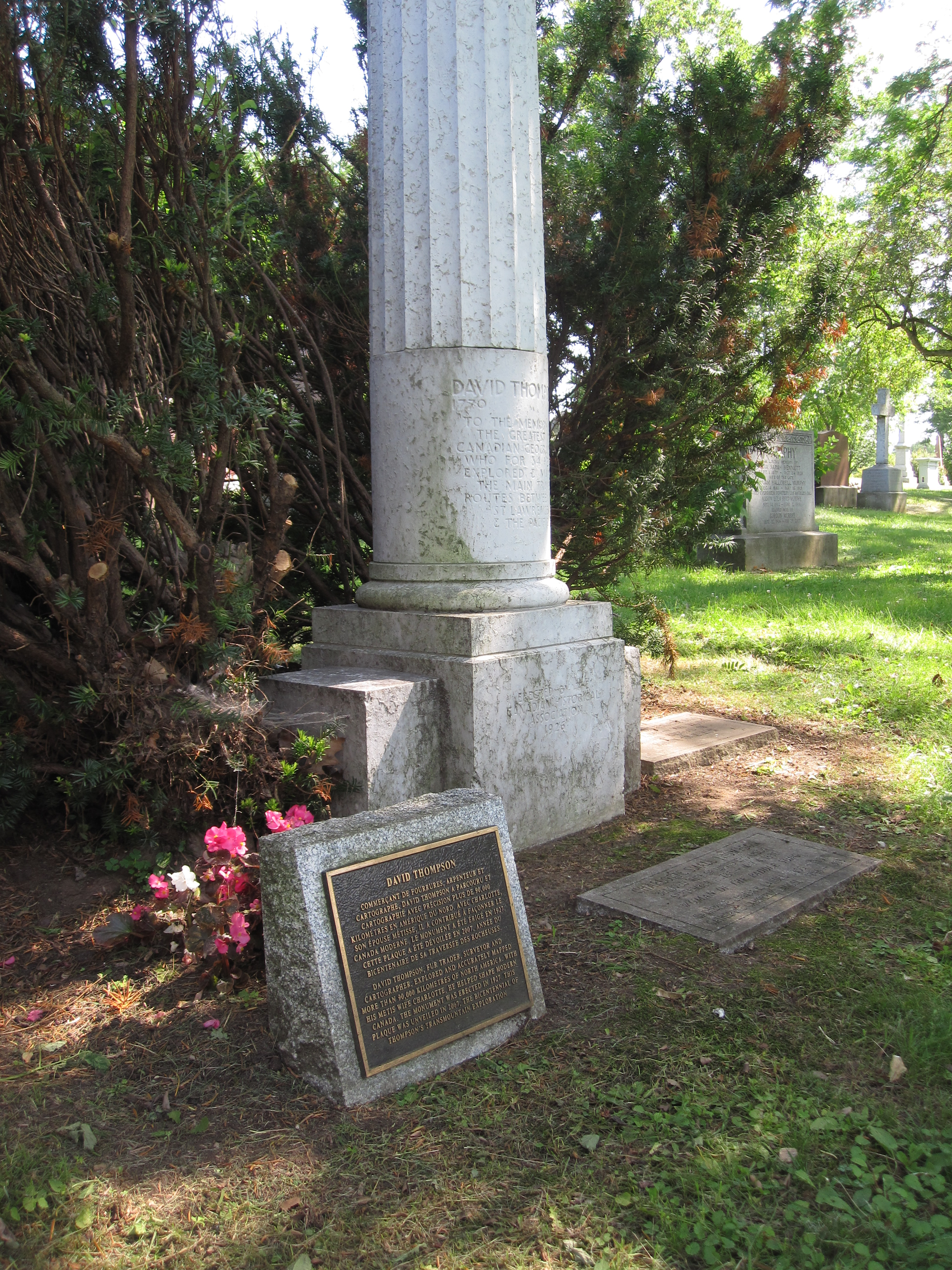
Lápide de David e Charlotte Thompson no Cemitério Mount Royal.

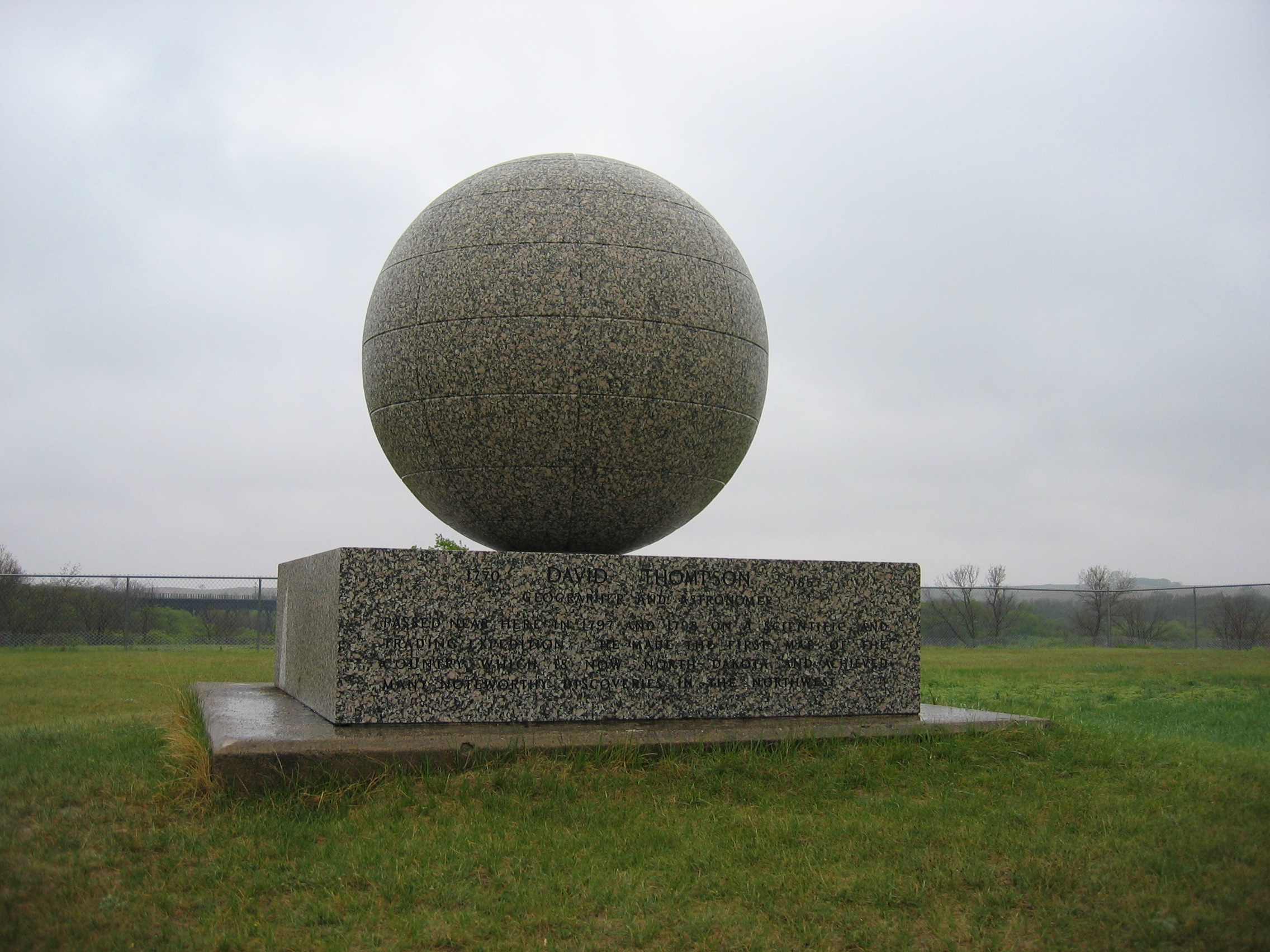
David Thompson Memorial, Verendrye, Dakota do Norte.

Em 1957, cem anos após sua morte, o departamento de correios do Canadá o homenageou com sua imagem em um selo postal. A rodovia David Thompson, em Alberta, foi batizada em sua homenagem, juntamente com a David Thompson High School, ao lado da rodovia, perto de Leslieville, Alberta. Há também duas David Thompson Secondary Schools, uma em Vancouver e outra em Invermere.
Sua proeza como geógrafo é agora bem reconhecida. Ele foi chamado de “o maior geógrafo de terras que o mundo já produziu”.
Há um monumento dedicado a David Thompson (mantido pelo estado de Dakota do Norte) próximo ao antigo local da cidade fantasma de Verendrye, localizada a aproximadamente 3,2 km ao norte e 1,6 km a oeste de Karlsruhe. Thompson Falls, Montana, Rio Thompson e Thompson Falls no Rio Blaeberry, na Colúmbia Britânica, também receberam o nome do explorador.
O ano de 2007 marcou o 150º ano da morte de Thompson e o 200º aniversário de sua primeira travessia das Montanhas Rochosas. Eventos comemorativos e exposições foram planejados em todo o Canadá e nos Estados Unidos de 2007 a 2011 como uma celebração de suas realizações.
Em 2007, uma placa comemorativa foi colocada em uma parede do Grey Coat Hospital, a escola para os desfavorecidos de Westminster que David Thompson frequentou quando menino, pelo autor e apresentador de TV inglês Ray Mears.
Thompson foi tema de um curta-metragem de 1964 do National Film Board of Canada, David Thompson: The Great Mapmaker, bem como do programa da BBC Two Ray Mears' Northern Wilderness (Episódio 5), transmitido em novembro de 2009. Ele também foi tema do filme de 2010 da KSPS-TV, Uncharted Territory: David Thompson on the Columbia Plateau.
Ele é mencionado na canção de folk de 1981 “Northwest Passage”, de Stan Rogers.
O serviço de parques nacionais, Parks Canada, anunciou em 2018 que havia batizado seu novo navio de pesquisa como RV David Thompson, a ser usado para arqueologia subaquática, incluindo mapeamento do fundo do mar, e para ciência marinha nos oceanos Pacífico, Atlântico, Ártico e nos Grandes Lagos. Foi umas das principais plataformas de pesquisa nos destroços do HMS Erebus e do HMS Terror National Historic Site.
O Observatório Astronômico David Thompson no Parque Histórico de Fort William foi batizado para homenagear David Thompson e suas descobertas.

## Obras
- 1814: Mapa do Território Noroeste da Província do Canadá

- 1897: New light on the early history of the greater Northwest (editado por Elliott Coues) Volume I; Volume II; Volume III

- 1916: David Thompson's narrative of his explorations in western America, 1784–1812 (editado por J.B. Tyrrell)

- 1950: David Thompson's journals relating to Montana and adjacent regions, 1808–1812 (editado por M. Catherine White)

- 1962: David Thompson's narrative, 1784–1812 (editado por Richard Glover)

- 1974: David Thompson's journal of the international boundary survey, 1817–1827: western Lake Erie, August–September 1819 (editado por Clarke E. Leverette)

- 1993: Columbia Journals (editado por Barbara Belyea)

- 2006: "Moccasin Miles – The Travels of Charlotte Small Thompson 1799–1812 Arquivado em 2009-02-27 no Wayback Machine" Contemporary and Historical Maps: Charlotte Small (S. Leanne Playter/Andreas N. Korsos|Publisher: Arcturus Consulting)

- 2006/2007: "David Thompson in Alberta 1787–1812"; "David Thompson on the Columbia River 1807–1812"; "The Explorations and Travels of David Thompson 1784–1812"; "Posts and Forts of the North American Fur Trade 1600–1870" Arquivado em 2009-02-27 no Wayback Machine Contemporary and Historical Maps: David Thompson (Andreas N. Korsos|Publisher: Arcturus Consulting)

- 2010: O documentário oficial de Thompson foi lançado pela National Geographic, Califórnia.